# Antoine de Couppes
Antoine de Couppes, ou de Cuppis (né à Asti au Piémont, et mort à Turin le 24 août 1609) est un prélat franco-italien de la fin du XVIe siècle et du début du XVIIe siècle. Il est issu d'une famille noble piémontaise.
Antoine de Cuppis aumônier de la reine Louise de Vaudémont, femme de Henri III. En 1581 il est nommé évêque de Sisteron. La Ligue implore l'assistance de Charles-Emmanuel de Savoie et le clergé ne sait plus à suivre quel parti. Tandis que Paparin de Chaumont, évêque de Gap, suit le parti de Henri IV, à la tête duquel est le duc de Lavalette, Antoine de Cuppis, évêque de Sisteron, défend la Ligue avec opiniâtreté. L'arrivée en Provence du duc de Savoie, dont il est né le sujet, exalte encore le fanatisme du prélat. Les vigueries de Forcalquier et de Sisteron demandent, d'un commun accord, au duc de Lavalette, de mettre un terme aux brigandages des troupes de Savoie.
En 1606 a été publié l'édit de pacification, et Henri IV n'a pu pardonner à l'évêque de Sisteron sa longue hostilité. L'administration de son évêché est déférée au chapitre de Sisteron en 1606 par un arrêt du Parlement d'Aix et de Couppes est déclaré criminel de lèse-majesté. Obligé de se démettre de son siège épiscopal, Antoine de Cuppis se retire à Turin.

## Source
- La France pontificale